# Gamma-Rapho
Gamma-Rapho est une agence photographique française fondée en 2010, par le photographe François Lochon, ancien propriétaire de l'agence Gamma. 
Cette nouvelle structure regroupe les actifs de la holding Eyedea, en redressement judiciaire depuis juillet 2009, appartenant au fonds d'investissement Green Recovery, attribués à François Lochon le 6 avril 2010 par le tribunal de commerce de Paris.
Gamma-Rapho, installée dans les anciens locaux de l'agence Gamma, boulevard Arago, regroupe les fonds des anciennes agences Gamma, Rapho, Keystone, Explorer, Jacana, Hoa-qui, Top et Stills. Avec vingt millions d'images, elle possède un fonds d'une très grande richesse, touchant les domaines les plus  variés : l'histoire, la politique, la culture, l'actualité contemporaine, la nature, le sport, les personnalités de toutes les époques, ce qui en fait la première agence de photographie européenne. 
L'agence diffuse les archives de très nombreux photographes appartenant aux anciennes agences regroupées dans la nouvelle société, parmi lesquels Robert Doisneau, Willy Ronis, Édouard Boubat, Sabine Weiss, François Le Diascorn, Roland et Sabrina Michaud, Georg Gerster, Hans Silvester, Éric Bouvet, Jean-Marc Zaorski, Jean-Christian Bourcart, Hervé Gloaguen, Élise Hardy, Jean-Louis Swiners, Marc Paygnard, Ulf Andersen, Patrick Aventurier, Raphaël Gaillarde, François Lochon, Georges Mérillon, Chip Hires et de nouveaux photographes continuent à produire quotidiennement pour enrichir le fonds. 